# K-дерево

Граф Голднера — Харарі є прикладом планарного 3-дерева.

У теорії графів k-дерево — це неорієнтований граф, який утворюється з (k + 1)-вершинного повного графа, до якого послідовно додаються вершини таким чином, що кожна додана вершина v має точно k сусідів U таких, що разом k + 1 вершин, утворених з v і U, утворюють кліку.

## Характеристики
K-дерева — це в точності максимальні графи зі заданою деревною шириною, графи, до яких не можна додати більше ребер без збільшення ширини їхніх дерев. Вони також є хордальними графами, всі максимальні кліки яких мають однаковий розмір k + 1 і всі мінімальні клікові сепаратори також мають однаковий розмір k.
Будь-яке k-дерево однозначно розфарбовується в (k + 1) колір. Однозначно розфарбовуються в 4 кольори планарні графи — це точно графи Аполлонія, тобто планарні 3-дерева.

## Зв'язні класи графів
1-дерева — це то саме, що і некореневі дерева. 2-дерева — це максимальні послідовно-паралельні графи,
 і вони включають також максимальні зовніпланарні графи. Планарні 3-дерева є також відомі як графи Аполлонія.
Графи, що мають ширину дерева не більшу, ніж k, є в точності підграфами k-дерева, і з цієї причини їх називають частковими k-деревами.
Графи, утворені ребрами і вершинами k-вимірних блокових многогранників, які у свою чергу утворені починаючи з симплекса, потім послідовно симплекси приклеєні на грані многогранника, є k-деревами, якщо k ≥ 3. Цей процес склеювання імітує побудову k-дерев, додаючи вершини до кліки. k-дерево є графом блокового многогранника тоді і тільки тоді, коли ніякі три кліки з (k + 1)-вершинами не мають k спільних вершин.